# Cabildo de Buenos Aires (institución)
El Cabildo de Buenos Aires fue una institución que inicialmente fue un cabildo colonial fundado en 1580 cuando la segunda fundación ciudad de Buenos Aires, ciudad que hasta 1880 se llamó "Ciudad de la Santísima Trinidad y Puerto de Nuestra Señora del Buen Ayre" , y que luego de la Revolución de Mayo de 1810 que derrocó al virrey español Baltasar Hidalgo de Cisneros y derivó en la guerra que llevó a la independencia de las Provincias Unidas del Río de la Plata, se transformó en una Junta de Gobierno que funcionó hasta su disolución en 1821 por el gobernador de Buenos Aires Martín Rodríguez, cuando fue reemplazada en sus funciones por la Junta de Representantes de Buenos Aires.
También en el edificio del Cabildo de Buenos Aires funcionó la Real Audiencia de Buenos Aires, el más alto tribunal de apelación de segunda instancia en el territorio, desde 6 de abril de 1661 hasta el 23 de enero de 1812, momento en que fue reemplazada por una Cámara de Apelaciones. El 13 de septiembre de 1810  la Primera Junta creó la Biblioteca Pública de Buenos Aires, siendo su primera ubicación, durante dos años, el edificio del Cabildo. Pero la institución que funcionó por más tiempo en ese edificio fue la Cárcel de Buenos Aires, desde 1608 hasta 1877, cuando se transfirieron sus presos a la desaparecida Penitenciaría Nacional de la calle Las Heras, cuando fue inaugurada. Desde noviembre de 1939 el edificio funciona como museo.

## Durante el Imperio español

El Imperio Español en tiempos de la segunda fundación de Buenos Aires en 1580 y de su cabildo, bajo el reinado de Felipe II, distinguiendo el ámbito de cada Consejo territorial en el sistema polisinodial del Imperio Español
Territorios adscritos al Consejo de Indias

### Los primeros cabildantes coloniales
El Cabildo fue una institución creada en la ciudad de Buenos Aires durante el reinado de Felipe II de España al momento de la segunda fundación el 11 de junio de 1580 por Juan de Garay y usando sus prerrogativas de fundador de la nueva urbe, designó a los primeros siete miembros del Cabildo, que en aquel entonces estuvo en la órbita de la gobernación del Río de la Plata y del Paraguay:
- Alcaldes ordinarios: Rodrigo Ortiz de Zárate[6] (de primer voto) y Gonzalo Martel de Guzmán[6] (de segundo voto).
- Regidores: Pedro de Quirós,[6][7] Diego de Olavarrieta,[6][7] Antonio Bermúdez,[6][7] Luis Álvarez Gaytán,[6][7] Rodrigo de Ibarrola,[6][7][8] —que por alguna razón fuera substituido por el entonces alguacil mayor Hernando de Mendoza,[6][8] en octubre[8] del mismo año— y Alonso de Escobar.[6][8]
- Procurador: Juan Fernández de Enciso.

Cumplidos sus mandatos, los siguientes alcaldes y regidores fueron elegidos por los regidores salientes cada 24 de junio hasta que a principios del siglo XVII comenzaron a hacerlo cada 1 de enero, no pudiendo ser reelegidos hasta pasados dos años y debiendo ser confirmados por el gobernador. 
El 20 de octubre de 1580 el Cabildo de Buenos Aires eligió como patrono de la ciudad a San Martín de Tours y patrona a Nuestra Señora de las Nieves.
Las condiciones para ser designado Alcalde ordinario debieron haber sido muy exigentes, pues de los más de sesenta primeros pobladores de Buenos Aires solo ocho accedieron a ese cargo: Antón Bermúdez, Antón Higueras de Santana, Pedro de Izarra (años 1590, 1605 y 1616), Gonzalo Martel de Guzmán, Hernando de Mendoza, Pedro Morán, Rodrigo Ortiz de Zárate, Andrés de Vallejos.

### Desarrollo institucional

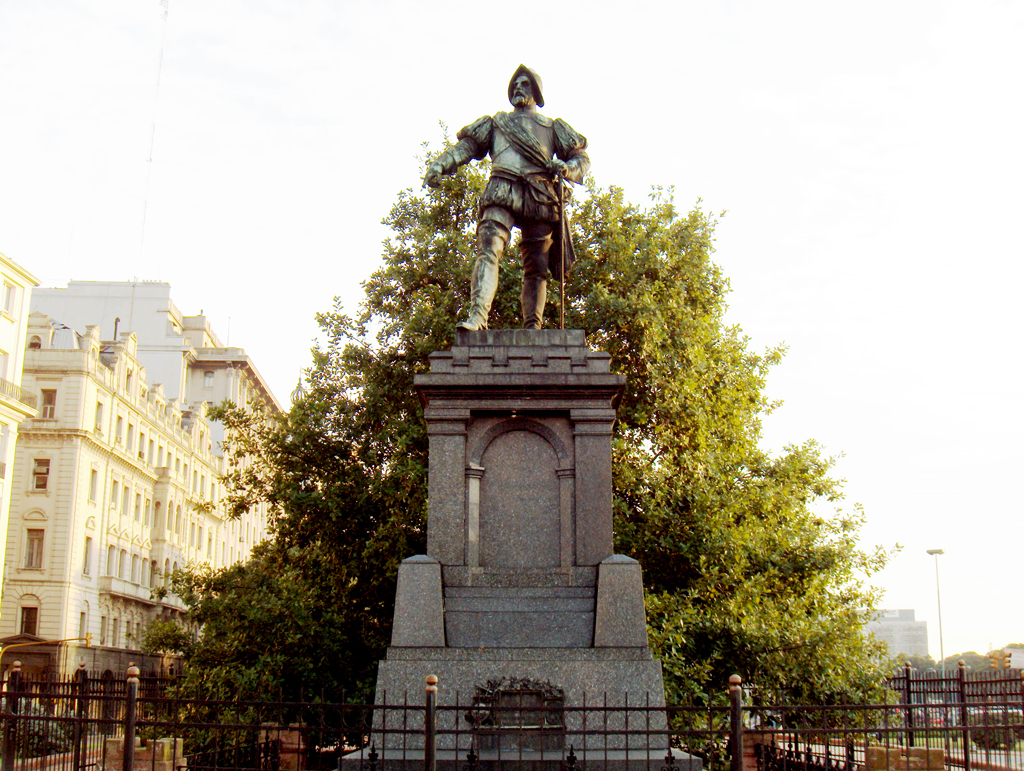
Monumento en Buenos Aires a su fundador y creador de su Cabildo Juan de Garay.

Inicialmente dependiente del Virreinato del Perú, el Cabildo de Buenos Aires, al igual que otros cabildos coloniales, funcionó como ayuntamiento o corporación municipal de la ciudad pero, por la lejanía con la metrópoli, el rey de España le admitió un alto grado de autarquía hasta fines del siglo XVIII, cuando las reformas borbónicas avanzaron sobre las atribuciones del cabildo, principalmente por la creación de las intendencias. 
Al igual que los demás cabildos de la América española, el Cabildo de Buenos Aires como institución tenía primariamente atribuciones judiciales y de administración municipal. Los Alcaldes ordinarios del cabildo administraban justicia en primera instancia en lo civil y criminal, mientras que los Regidores y otros funcionarios se ocupaban de los distintos quehaceres de la administración comunal, tales como el aseo, el ornato y el abastecimiento de la ciudad y su ejido. El Cabildo también tenía algunas atribuciones políticas, pues hasta que en 1716 fue creado el cargo de Teniente del Rey los Alcaldes Ordinarios suplantaban interinamente al gobernador. Para representar sus intereses podía el cabildo enviar procuradores a España o dirigirse por carta al rey.
Solo podían integrar el Cabildo y votar en los cabildos abiertos aquellos ciudadanos que eran vecinos permanentes de la ciudad, poseyendo alguna propiedad y teniendo familia y oficio no vil. Al alcalde ordinario de 1° voto le correspondía ser juez en lo civil y al de 2° voto en lo penal, mientras que los alcaldes de hermandad administraban justicia en la campaña.
Los regidores formaban en conjunto el llamado regimiento y se los elegía y votaban en un orden determinado. El cargo de alférez real, quien portaba el estandarte del rey, representaba el mayor honor y podía acumularse con otro cargo. Otros funcionarios eran elegidos por el cabildo entrante: entre ellos el fiel ejecutor, el alguacil mayor, el mayordomo y el síndico procurador. El tesorero y el contador eran oficiales reales.
Los alcaldes en general eran legos, no versados en derecho, y aunque esa falencia se suplía con el buen tino y el sentido común, y la experiencia que paulatinamente se iba aquilatando, se exigía que fuesen elegidas las personas públicamente tenidas por las más probas y honradas, y que además fuesen instruidos y supiesen leer y escribir. Debían tener carácter de vecino, poseer casa poblada en la ciudad, y siempre se debía dar preferencia a los descendientes de los primeros vecinos pobladores, pues a estos le asistían los mismos derechos que a los hidalgos peninsulares, conforme una disposición del rey Felipe II. 
A partir de 1591 el rey ordenó que los cargos menores pudieran ser vendidos en subasta pública —que normalmente se hacía en Potosí— para ser ejercidos en forma vitalicia y transferible a terceros, siendo Bernardo de León el primero en adquirir un cargo —el de depositario general— en 1607, que ejerció por 30 años. Luego el rey ordenó que los cargos de regidores y otros oficios sin jurisdicción judicial fuesen también vendidos, por lo que en 1617 Juan de Vergara compró los 6 cargos de regidores y los distribuyó entre sus parientes. A partir de entonces las elecciones solo se hacían para nombrar a los dos alcaldes ordinarios, al alférez real y a los alcaldes de hermandad, sin embargo, por falta de interesados muchas veces se producían vacantes, lo cual indujo a la Real Audiencia a alquilar cargos por un año a partir de 1663.
Desde 1705 los regidores volvieron a ser elegidos, alternando anualmente con los vitalicios, y debiendo ser confirmados por el gobernador que era el presidente del cabildo.
A partir de 1713 cambió de dinastía reinante española, los Austrias fueron reemplazados por los Casa de Borbones. Los Borbones modificaron toda la organización territorial unificándose todo el imperio con el objetivo de homogeneizar y centralizar el Estado español utilizando el modelo territorial de Francia. Con ellos llegaron ideas mercantilistas francesas basadas en una monarquía centralizada, puesta en funcionamiento en América lentamente. Sus mayores preocupaciones fueron romper el poder de la aristocracia criolla y también debilitar el control territorial de la Compañía de Jesús: los jesuitas fueron expulsados de la América española en 1767. 
Entre 1717 y 1718 las instituciones para el gobierno de las Indias, el Consejo de Indias y la Casa de la Contratación, se trasladaron de Sevilla a Cádiz, que se convirtió en el único puerto de comercio con las Américas.
En 1776 fue creado el Virreinato del Río de la Plata con capital en la ciudad de Buenos Aires.
Entre 1785 y 1799 los alcaldes ordinarios tuvieron mandatos de dos años con renovación de uno cada año, y desde 1786 se suprimieron los regidores vitalicios y se incorporó al cabildo el síndico procurador.
Desde finales del siglo XVIII la Guerra anglo-española (1804-1809) entorpeció el comercio español con América, hasta el punto de interrumpirlo casi por completo: en 1801 el promedio anual de exportaciones a las Indias había descendido un 93%; las importaciones también cayeron radicalmente. Tras la destrucción de la flota española en la batalla de Trafalgar, en 1805, Gran Bretaña se aventuró, incluso, al ataque directo a las costas americanas. En 1806 y 1807 la armada británica trató de ocupar Buenos Aires y las autoridades virreinales rechazaron el ataque. Una acción que reveló la impotencia de España para defender sus reinos ultramarinos y demostró a los criollos (descendientes de españoles nacidos en América) la propia fuerza que tuvieron en el desarrollo y el triunfo frente a las pretensiones inglesas.

### Gestión durante diferentes períodos

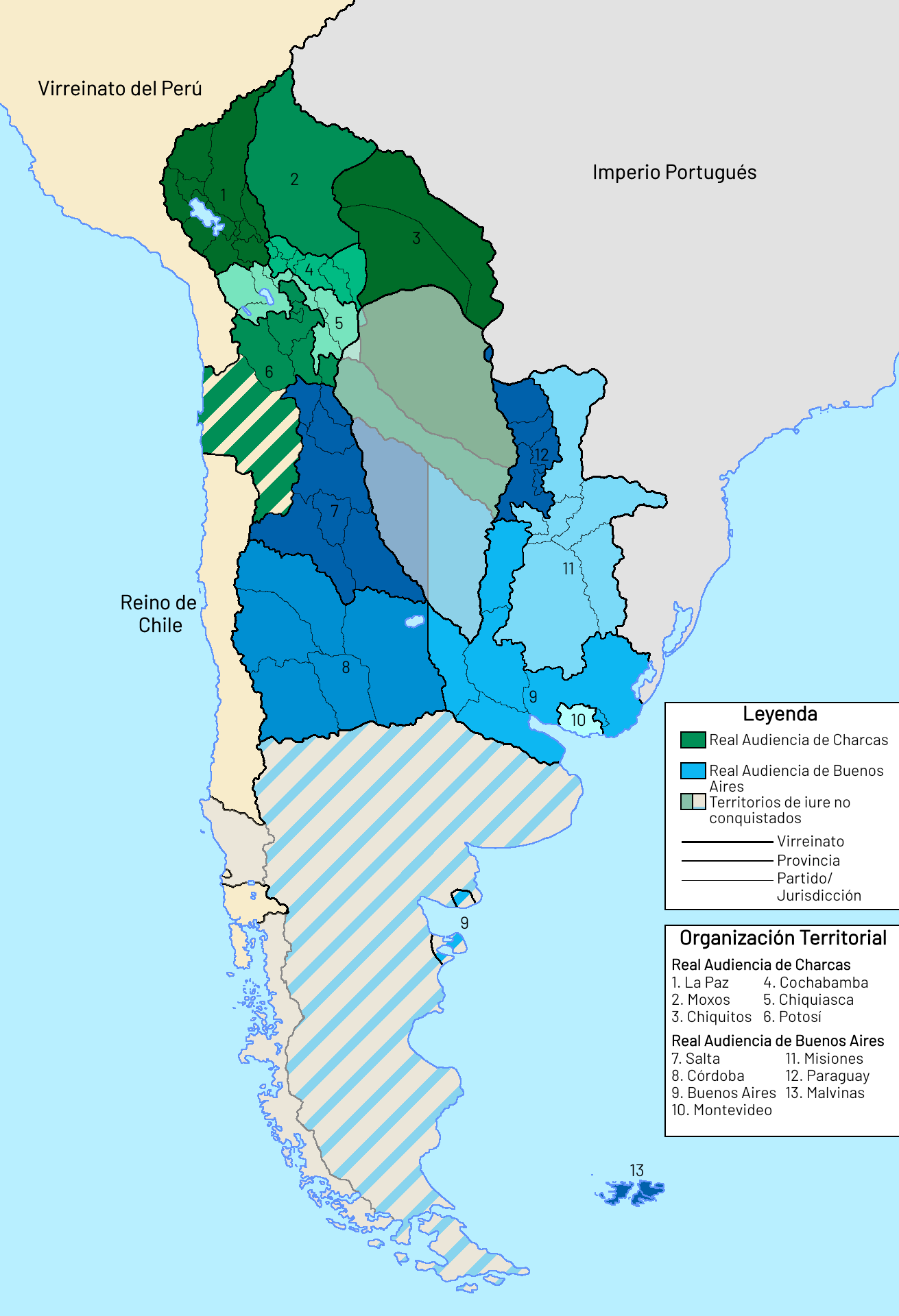
Mapa del Virreinato del Río de la Plata en 1783.

#### Luego de creada la gobernación del Río de la Plata

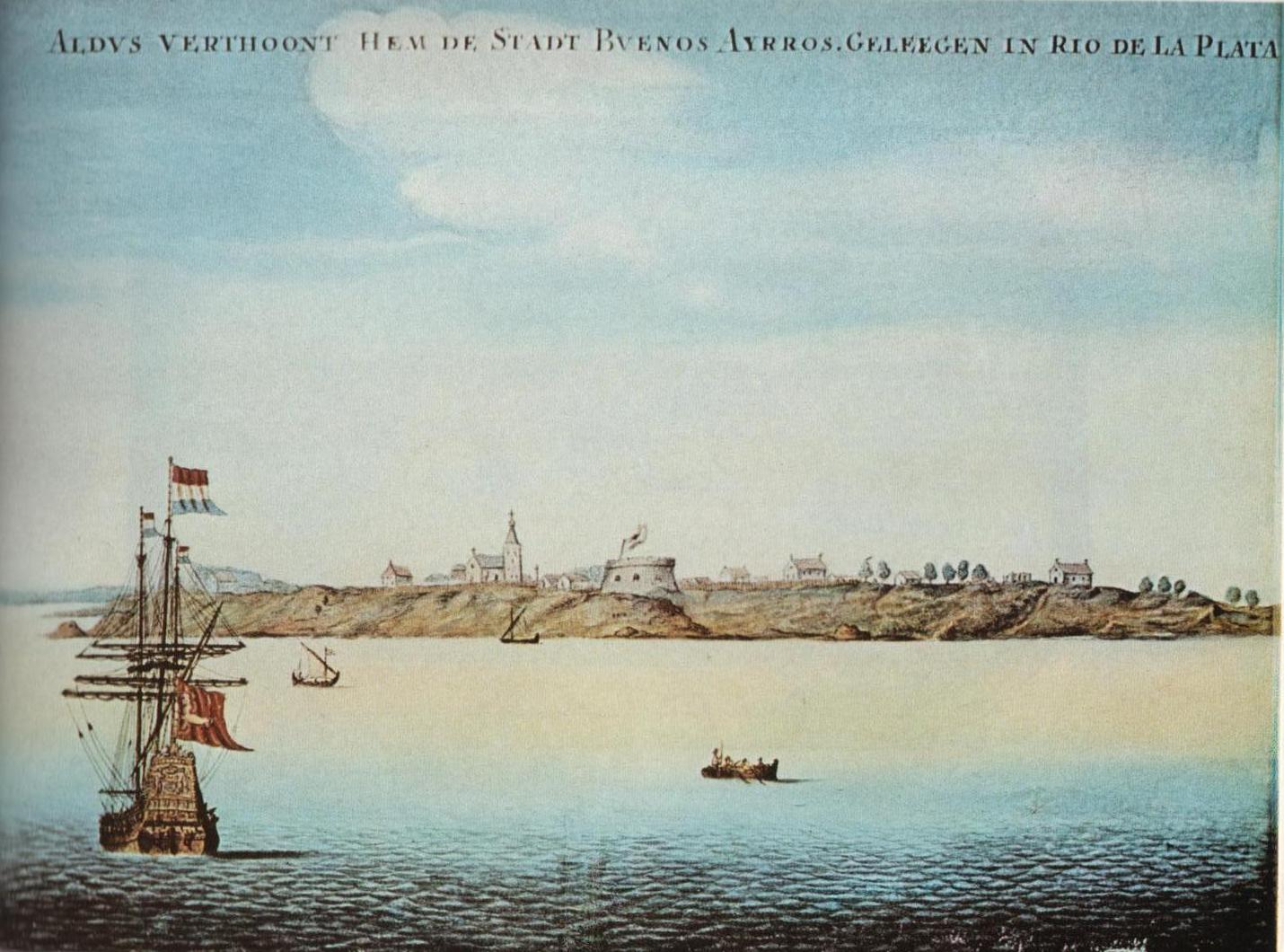
Primera vista conocida de Buenos Aires, cuando existía la gobernación del Río de la Plata, pintada hacia 1628 por un holandés.

En 1617 se creó la gobernación del Río de la Plata en la zona de la cuenca del Río de la Plata. Formó parte del Virreinato del Perú hasta el año 1776, fecha en la cual pasó a integrar el recién creado Virreinato del Río de la Plata, conservando el nombre común bonaerense como el oficial.
A principios del siglo XVIII Don Miguel de Solá y de Medinaceli, padre del presbítero patriota Juan Nepomuceno Solá, fue Regidor del Cabildo.
En 1736 Domingo de Basavilbaso, el padre del servicio de correo en Argentina, fue el Alcalde ordinario y Regidor en 1767.
En 1747, 1748 y 1759 el comerciante Francisco Rodríguez de Vida fue alcalde ordinario.
En 1752 una serie de malones impulsó al Cabildo a proponer un avance de la línea de fronteras militares, siguiendo el avance de hecho de la población de campaña y permitiendo dejar territorio a retaguardia. Los fuertes se ubicarían uno sobre las nacientes del río Salto (Fuerte de Salto), que se convertiría en avanzada del fuerte de Arrecifes, en Laguna Brava (Guardia de Luján o Fuerte San José de Luján, actual Mercedes) como puesto avanzado del fuerte de Luján y en la laguna de Lobos (Fortín Lobos).
Entre 1755 y 1776 Don Juan de Lezica y Torrezuri fue alcalde ordinario. En 1755 Lezica, en nombre los vecinos de la aldea formada en Lujan hacia 1738 en torno al templo parroquial, pide al gobernador de Buenos Aires, José de Andonaegui, y al rey de España, Fernando VI, el título de villa para esa población y la consiguiente instalación de un cabildo. El 17 de octubre de 1755 Andonaegui concede lo pedido, denominando a localidad Villa de Nuestra Señora de Luján por el papel de dicha imagen mariana en la formación de la aldea favorecida. Lezica es conocido por haber elevado Luján al rango de "villa" y por ser el benefactor de su primer templo, hoy demolido pero cuyas fundaciones sirvieron para erigir la actual Basílica de Luján.
Entre 1756 y 1766 Marcos José de Riglos fue alcalde ordinario de segundo voto y Alférez Real del Cabildo porteño.
En 1757 y 1766 Manuel de Escalada y Bustillo de Ceballos, el más acaudalado comerciante de la ciudad, fue Regidor del Cabildo. Escalada fue padre de dos destacados funcionarios de la ciudad de Buenos Aires durante los últimos años del Virreinato del Río de la Plata y los primeros de las Provincias Unidas del Río de la Plata: Francisco Antonio y Antonio José (este último fue suegro de José de San Martín).
En 1759 Vicente de Azcuénaga fue elegido Alcalde ordinario, y al año siguiente, Regidor del mismo.
En 1769 y 1776 José Antonio Gregorio de Otálora se desempeñó como alcalde de segundo voto. Ese último año fue designado juez de menores y vocal de la Junta de Temporalidades. Anteriormente, en 1759 y 1763 había sido designado Regidor del Cabildo y en 1780 volvió a ser designado aunque se excusó por enfermedad.

El Virreinato del Río de la Plata
Territorio soberano.
Territorios reclamados..

En 1777, recién creado el Virreinato del Río de la Plata, fueron nombrados Regidores del Cabildo Miguel de Azcuénaga, hijo de Vicente, y Francisco Antonio de Escalada, hijo de Manuel.

#### A partir de la creación de la Intendencia de Buenos Aires
En 1778 se creó la Intendencia de Buenos Aires o provincia de Buenos Aires, también denominada intendencia de ejército y provincia de Buenos Aires y superintendencia de Buenos Aires fue un entidad política y territorial integrante de la monarquía española dentro del Virreinato del Río de la Plata. Se extendió por territorios que hoy forman parte de la República Argentina, Uruguay y Brasil. Luego de la Revolución de Mayo de 1810 continuó existiendo como parte de las Provincias Unidas del Río de la Plata hasta su constitución en provincia de Buenos Aires el 16 de febrero de 1820.
En 1780 Antonio José de Escalada, hermano de Francisco Antonio, fue regidor del Cabildo. Desempeñó después los cargos de alcalde ordinario, miembro del Real Consulado, canciller de la Real Audiencia y síndico procurador.
En 1781, Domingo Belgrano Peri, padre del Gral. Manuel Belgrano resultó electo regidor y alférez real y el 6 de agosto de dicho año fue elegido síndico procurador general por renuncia de Pedro Vicente Cañete, quien había recibido un nombramiento como asesor del gobierno del Paraguay. Se mantuvo en este puesto hasta fines de 1782.
En 1783, Francisco Antonio de Escalada fue elegido Alcalde ordinario de segundo voto y Juez de Menores. Pasó a desempeñar las funciones de Alcalde ordinario de primer voto en 1784.
Desde 1795 a 1796 el importante comerciante y político Martín de Álzaga se desempeñó como alcalde ordinario de primer voto del Cabildo. Se opuso siempre a la apertura comercial o libre comercio, a través de varios memoriales.
En 1797 Marcos José Rivas fue nombrado Alcalde ordinario. Ese mismo año, el comerciante Cornelio Saavedra fue nombrado Regidor cuarto del Cabildo. También en 1797 José Santos Incháurregui fue designado Regidor y renovó su banca en 1800 y 1806.
En 1797, 1800 y 1806 José Santos Incháurregui fue Regidor.
El 31 de diciembre de 1802 el Cabildo propuso al Rey Carlos IV de España que nombrase a su valido y Ministro el Príncipe de la Paz Manuel Godoy "Regidor honorario del Cabildo de Buenos Aires". El rey accedió por Real Cédula del 29 de octubre de 1803. 
El 23 de mayo de 1804 Cristóbal de Aguirre fue elegido Regidor Perpetuo y alcalde de primer voto del Cabildo a propuesta del Alcalde de primer voto Domingo de Igarzabal.
Una de las funciones principales del cuerpo municipal era asegurar el regular abastecimiento de alimentos a la ciudad, especialmente de pan y carne. Asociada a esta función, el Cabildo ostentaba la potestad de establecer precios de referencia para estos principales productos de consumo popular. El abasto quedaba a cargo del Fiel Ejecutor, miembro del ayuntamiento y encargado de controlar la entrada de ganado -especialmente vacuno- a la ciudad. En buena medida debido al crecimiento demográfico sostenido de la urbe a fines del siglo XVIII -población estimada en 25.000 habitantes para 1778- esta función del Cabildo se volvió central, debido a que debía asegurar el abastecimiento de alimentos de consumo cotidiano a precios accesibles a fin de evitar motines y tumultos por carestía, conflictos recurrentes en otras ciudades americanas.

#### Durante las Invasiones Inglesas
Reconquista de Buenos Aires por el capitán de navío D. Santiago Liniers, haciendo prisionera a la guarnición inglesa con su comandante Beresford. Vuelve la escuadra británica en 1807 a atacar con empeño la misma plaza, y es rechazada por el valor de nuestros marinos y soldados.

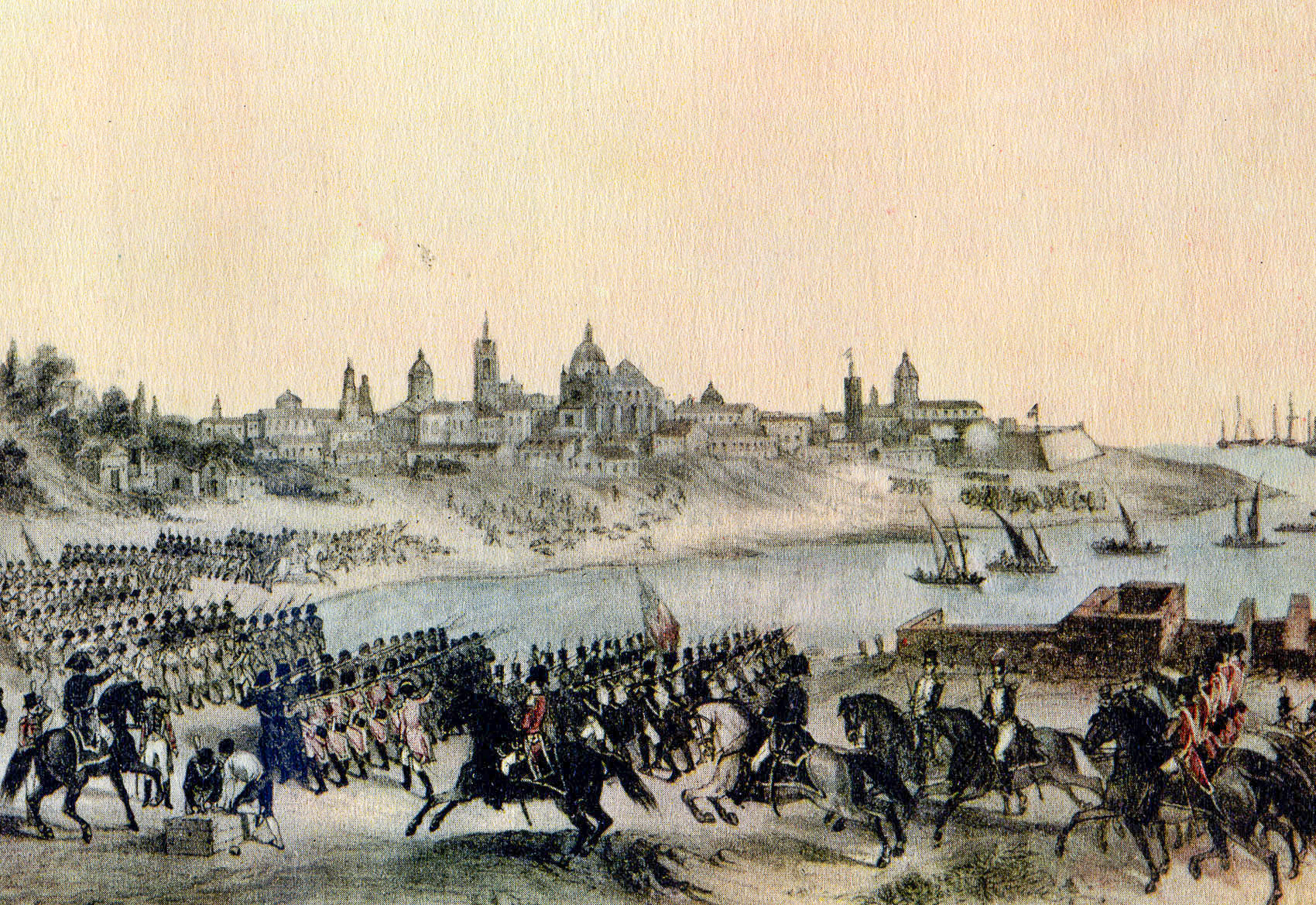
Invasiones Inglesas a Buenos Aires, pintado por Madrid Martínez, litografía de 1807 con el texto:Reconquista de Buenos Aires por el capitán de navío D. Santiago Liniers, haciendo prisionera a la guarnición inglesa con su comandante Beresford. Vuelve la escuadra británica en 1807 a atacar con empeño la misma plaza, y es rechazada por el valor de nuestros marinos y soldados.

En el marco de la Guerra anglo-española (1804-1809) -undécima guerra anglo-española-, corriendo el año 1806 Francisco Belgrano, hermano del prócer argentino Manuel Belgrano, fue Regidor del Cabildo y Defensor de Menores, tocándole tener activa participación en las medidas adoptadas tras la reconquista de Buenos Aires luego de las Invasiones inglesas al Río de la Plata en previsión de un nuevo ataque inglés, que tendría lugar el siguiente año.
Desde su creación hasta 1807 la ciudad sufrió varias invasiones. En 1582, un corsario inglés intentó un desembarco en la isla Martín García pero fue rechazado. En 1587 el inglés Thomas Cavendish intentó apoderarse de la ciudad, sin lograrlo. En 1658 se produjo el tercer intento, ordenado por Luis XIV, rey de Francia, pero el Maestro de campo, don Pedro de Baigorri Ruiz, a la sazón gobernador de Buenos Aires, logró defender con éxito el puerto. El cuarto intento estuvo a cargo del aventurero Mr. de Pintis, pero el vecindario lo rechazó. En 1699 se produjo la quinta invasión a cargo de una banda de piratas daneses que fue rápidamente expulsada. Durante el gobierno de Bruno Mauricio de Zabala, el francés Étienne Moreau desembarcó en la costa oriental del Río de La Plata, donde las tropas españolas lo rechazaron y mataron.
Pero tanto la Reconquista como la Defensa de Buenos Aires ante las Invasiones Inglesas tuvieron un lugar relevante como antecedente inmediato de la Revolución de mayo de 1810 que dio inicio al proceso de Independencia de la Argentina. Durante su curso, por primera vez prevaleció la voluntad del pueblo sobre el mando del Rey de España, cuando los vecinos de Buenos Aires, mediante el cabildo abierto del 10 de febrero de 1807, depusieron al virrey designado por el rey -hecho excepcional en los anales de la historia hispanoamericana- para elegir al francés Santiago de Liniers en su lugar. Asimismo, la creación en esa ocasión del Regimiento de Patricios, como milicias populares voluntarias, y la elección por parte de los propios milicianos del potosino Cornelio Saavedra —futuro presidente de la Primera Junta patria— como jefe del cuerpo, sentaron las bases de un ejército patriota capaz de alzarse contra las tropas realistas. La participación popular en la lucha armada es tradicionalmente representada con la imagen de los habitantes de Buenos Aires arrojando aceite hirviendo sobre los invasores desde los techos de las casas.
El 29 de abril de 1808 el Cabildo de Buenos Aires rechazó las pretensiones de Juan VI de Portugal, príncipe regente del imperio del Brasil, de sustituir al frente del Estado a la Corona de España, ocupada por el ejército napoleónico.
El 11 de febrero de 1809 por Real Cédula se creó a favor de Santiago de Liniers el título de nobleza por su exitosa defensa de estas tierras del rey de España frente a los dos frustrados intententos llevados a cabo en las dos Invasiones Inglesas al Río de la Plata.

Deseando la Junta Suprema Gubernativa del Reino premiar debidamente los sobresalientes méritos que ha contraído el mariscal de campo don Santiago Liniers, mientras ha estado en Buenos Aires de Virrey y Capitán General, se ha servido concederle, en nombre del Rey nuestro señor don Fernando VII, la gracia de título de Castilla, libre de lanzas para sus hijos, herederos y sucesiones.

El título nobiliario de conde de Buenos Aires fue elegido por el francés Liniers a favor de su patria adoptiva. El Cabildo se opuso, manifestando que tal título ofendía los privilegios de la ciudad.

La Junta Suprema gubernativa de España é Indias, en nombre del Rey nuestro Señor Don Fernando VII, por un efecto de su soberana clemencia, se ha dignado conferirme la gracia de título de Castilla libre de lanzas y medias anatas para mí, mis hijos, herederos y sucesores, y cien mil reales de vellon de pension anual sobre las Cajas Reales de esta capital, ínterin se me asignan tierras en estos países que produzcan igual renta.

Y siendo ésta la recompensa mas lisonjera que yo podia esperar de un Gobierno justo y paternal, no puede mi gratitud dejar de comunicarlo á V. S., con la advertencia de que por decreto de este día he tomado el título de Conde de Buenos Aires, en tanto S. M. no se digne resolver otra cosa.

Dios guarde á usted muchos años.—Buenos Aires 15 de mayo de 1809.

Santiago Liniers. Señor...
Circular del Virrey, avisando el título que se le ha concedido, y el que él ha tomado.

Sin embargo, su denominación duró muy poco tiempo, ya que el Condado de Buenos Aires fue reemplazado por el Condado de la Lealtad. Ello se debió, en parte, a la protesta que efectuó el propio Cabildo.
El 26 de agosto de 1810 Liniers fue fusilado por los revolucionarios junto con los demás jefes de la resistencia a la Revolución de mayo de 1810 y ese mismo año, Luis, el hijo de Liniers, repudió el título de conde de Buenos Aires que fue trocado —con anuencia de la monarquía española— por el de "conde de la Lealtad" (a los reyes españoles).

## Luego de la Emancipación

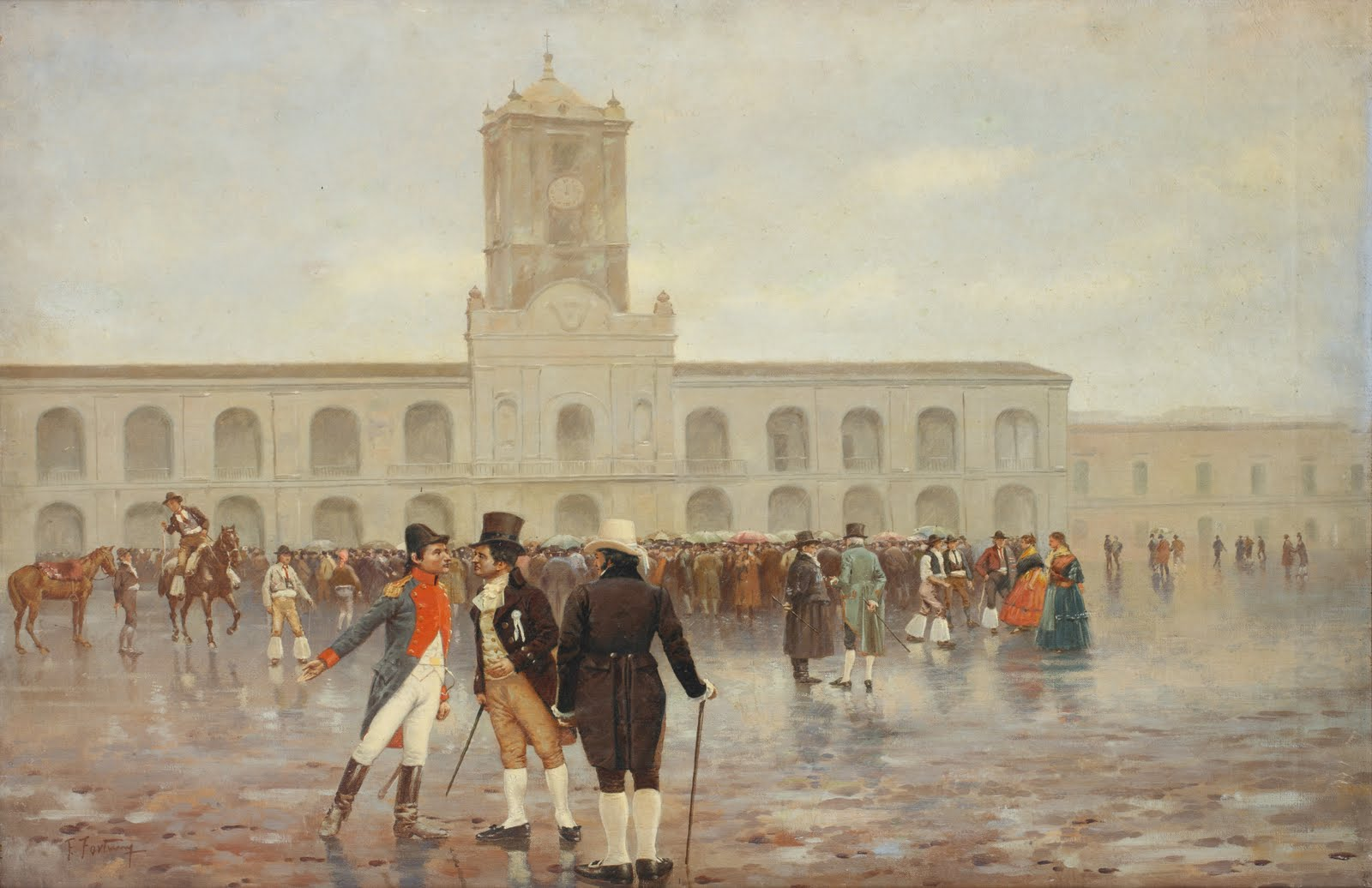
Revolución de Mayo de 1810, inicio de las Guerras de independencia hispanoamericanas en Buenos Aires.

El 18 de mayo de 1810 se confirmó oficialmente en Buenos Aires, capital del Virreinato del Río de la Plata, la disolución de la Junta Suprema Central, lo que inició un movimiento juntista similar a los de otras partes de América y la península española. El Alcalde ordinario de primer voto Juan José de Lezica y Alquiza fue el encargado de transmitir al Virrey Baltasar Hidalgo de Cisneros la petición de los revolucionarios criollos a convocar un cabildo abierto. Como consecuencia, el día 23 renunció el virrey  Baltasar Hidalgo de Cisneros, haciéndose cargo en su reemplazo, y en forma provisoria, el Cabildo Gobernador. Este designó, el 25 de mayo, un nuevo gobierno de nueve miembros, cuyo título oficial fue: Junta Provisional Gubernativa de las Provincias del Río de la Plata a nombre del señor Don Fernando VII, la que es conocida popularmente como Primera Junta.
La Revolución de Mayo inició el proceso de surgimiento del Estado Argentino sin proclamación de la independencia formal, ya que la Primera Junta no reconocía la autoridad del Consejo de Regencia de España e Indias, pero aún gobernaba nominalmente en nombre del rey de España Fernando VII, quien había sido depuesto por las Abdicaciones de Bayona y su lugar ocupado por el francés José Bonaparte. Aun así, dicha manifestación de lealtad, conocida como la máscara de Fernando VII, es considerada una maniobra política que ocultaba las intenciones independentistas de los revolucionarios: 

Juráis a Dios nuestro señor y a estos santos evangelios reconocer la Junta Provisional Gubernativa de las provincia del Río de La Plata a nombre del Sr Fernando Séptimo, para guarda de sus augustos derechos, obedecer sus ordenes y decretos, y no atentar directa ni indirectamente contra su autoridad, propendiendo publica y privadamente a sus seguridad y respeto.
Todos juraron y todos morirán antes que quebrantes la sagrada obligación que se han impuesto.

La declaración de independencia de la Argentina tuvo lugar posteriormente durante el Congreso de Tucumán, el 9 de julio de 1816.

### Con los gobiernos que tuvieron lugar tras la Revolución de Mayo
En el marco de la Invasión Napoleónica a España, se produjo la Revolución de Mayo de 1810 cuyo epicentro fue el Cabildo de Buenos Aires. 
A raíz de esta revolución se formó una junta de gobierno que derrocó al virrey español Baltasar Hidalgo de Cisneros y derivó en la guerra que llevó a la independencia de las Provincias Unidas del Río de la Plata.
El Cabildo pasó a ejercer funciones meramente municipales, ya que las de otro orden fueron ejercidas por la Junta gubernativa. La Junta buscó igualmente garantizar su lealtad, de manera similar a lo que hizo con otras instancias como la Audiencia, por lo que el 3 de octubre de 1810 se eligió un nuevo cabildo integrado por Domingo Igarzábal como alcalde de primer voto, Atanasio Gutiérrez (Alcalde del cuartel N° 4) como alcalde de segundo voto y los Regidores Manuel Hermenegildo Aguirre (Alférez Real), Francisco Hermógenes Ramos Mejía (Defensor de Menores), Ildefonso Passo (Defensor de Pobres), Eugenio Balvastro, Juan Pedro Aguirre, Pedro Capdevila, Martín Grandoli y Juan Francisco Seguí, actuando como síndico procurador general Miguel Mariano de Villegas.
El 22 de septiembre de 1811 el Cabildo de Buenos Aires derrocó a la Junta Grande, que había sido conformada el 18 de diciembre de 1810, y llevó al gobierno al Primer Triunvirato, que volvería a las tendencias centralistas de la Primera Junta.

### Bajo el Directorio

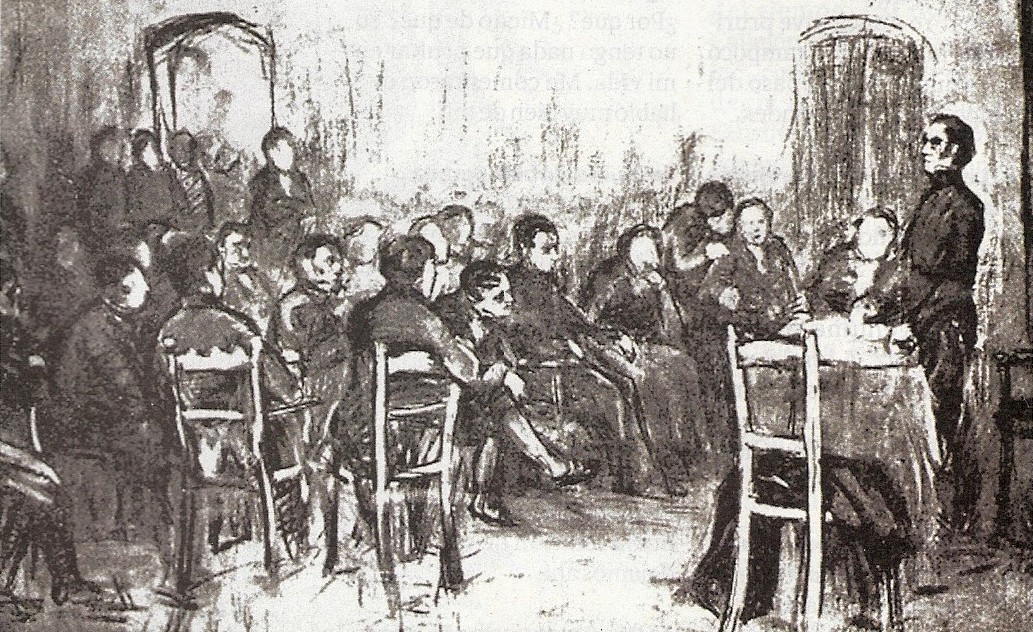
Asamblea del Año XIII llevada a cabo en el edificio del Consulado de Buenos Aires el 31 de enero de 1813

El Directorio fue la forma de gobierno establecida el 31 de enero de 1814 por la Asamblea del Año XIII para las Provincias Unidas del Río de la Plata, de acuerdo al cual un director supremo se hacía cargo del poder ejecutivo con un mandato de dos años. Tenía el título oficial de «Director Supremo de las Provincias Unidas del Río de la Plata». A diferencia de los gobiernos que tuvieron lugar tras la Revolución de Mayo la autoridad era ejercida por un individuo específico en lugar de un grupo, pero aún no tenía las características propias de un sistema presidencial. 
A principios de 1815, el 2° Director Supremo de las Provincias Unidas del Río de la Plata Carlos María de Alvear propuso utilizar su ejército para una expedición a Chile y avanzar en la guerra contra los realistas. Su estrategia era la de atacar a los ejércitos reales indirectamente, llegando hasta la ciudad capital de Lima no a través del Alto Perú, la misma idea fue la que concretó exitosamente San Martín en 1817 al lograr el Cruce de los Andes pero el Cabildo de Buenos Aires —dirigido por Antonio José de Escalada, suegro de José de San Martín, quien era entonces su Regidor y alcalde de primer voto— se negó.
El 18 de abril de 1815 se produjo el llamado motín de Fontezuelas, donde las fuerzas militares enviadas por el gobierno de Buenos Aires para reprimir el interior y en especial a su principal enemigo: José Gervasio Artigas, líder oriental de la Liga de los Pueblos Libres que ocupaba la Banda Oriental del Uruguay, Entre Ríos, Santa Fe, Corrientes y parte de Córdoba, encabezadas por el coronel arequipeño Ignacio Álvarez Thomas. Dicho golpe de Estado fue acompañado y reforzado por una asonada popular organizada en las calles de la ciudad de Buenos Aires. Álvarez Thomas había acordado con representantes de Artigas un entendimiento de no agresión. La movilización callejera irrumpió nuevamente en la escena política. A la sublevación militar de Ignacio Álvarez Thomas se sumó el Cabildo de Buenos Aires y el general Miguel Estanislao Soler. Tras la débil resistencia del coronel Enrique Paillardell, habiendo el Cabildo asumido provisoriamente el mando político, el director Supremo Alvear debió renunciar a su cargo sólo tres meses después de haberlo asumido se exilió a Brasil. Junto con su Directorio cayó también la Asamblea del Año XIII.
Entre el 16 de abril de 1815 y el 19 de mayo de 1815 el Cabildo de Buenos Aires asumió la gobernación de la Intendencia de Buenos Aires en forma interina reemplazando al 2° Gobernador Intendente de Buenos Aires Antonio González Balcarce, hasta el nombramiento de Manuel Luis de Oliden que también ocupó el cargo de Regidor del Cabildo.
En 1815 Francisco Belgrano fue elegido Alcalde ordinario de segundo voto, en momentos en que la revolución se veía amenazada por la expedición que se preparaba en España, como queda puesto de manifiesto en el mensaje que dirigiera a los ciudadanos el 22 de mayo: 

«El Excmo. Cabildo de Buenos Ayres a sus habitantes. Ciudadanos: las últimas noticias confirman de un modo indudable la proximidad de una Esquadra de la Peninsula, que se dirige á nuestras playas á usurpar nuestros derechos, y restablecer su antiguo despotismo. Es pues llegado el momento de hacer el último sacrificio para dar á la causa, que sosteneis una firmeza incontrastable. El Gobierno medita por su parte todas las medidas para oponer una vigorosa resistencia á tan infausta agresion: entre ellas es la mas importante el apresto de una Esquadra respetable al mando del benemérito Coronel D. Guillermo Brown: existen en el Puerto, y son de la propiedad del Estado los Buques, que han de formarla; aquellos mismos, que baxo la dirección de este ilustre Xefe humillaron las fuerzas navales de Montevideo, y dieron un dia de gloria á la Patria. Agregan que por escasez de numerario, se abrirá una suscripción voluntaria para recibir erogaciones generosas de patriotismo. 
Sala Capitular de Buenos Ayres 22 de mayo de 1815. 
Francisco Escalada, Francisco Belgrano, Ignasio Correa, José Clemente Cueto, Mariano Vidal, Laureano Rufino, Diego Antonio Barrios, Juan de Alsina, Gaspar de Ugarte, Romualdo Segurola, Manuel Zamudio, Manuel Bustamente, Dr. Mariano Antonio Tagle, Sindico Procurador General. Dr. Félix Ignacio Frías, Secretario del Excmo. Ayuntamiento.»

En 1816 fue reelegido como Alcalde de segundo voto, fue por propuesta suya que se sustituyó el pendón real por la bandera celeste y blanca en las celebraciones a San Martín de Tours, Santo Patrono.de la Ciudad de Buenos Aires.
En 1816 ejerció funciones de Alcalde ordinario de primer voto en el Cabildo Manuel Vicente Maza, que años después sería gobernador de Buenos Aires. En 1817 y 1819 Miguel Riglos fue Regidor del Cabildo.

### Durante la Anarquía del Año XX
En la historia argentina, se llama Anarquía del Año XX al proceso político y militar ocurrido entre los años 1819 y 1823, que va desde la descomposición del Directorio hasta, una vez desaparecido el gobierno nacional, la estabilización de los gobiernos de las provincias argentinas.
Luego de que el 1 de febrero de 1820 las fuerzas federales derrotaran al ejército del Directorio en la batalla de Cepeda, se produjo la caída del Directorio y del Congreso de Tucumán. Luego de la derrota, el Cabildo de Buenos Aires asumió el mando de Buenos Aires hasta que el 11 de febrero de ese año en que fue nombrado a Matías Irigoyen como primer gobernador de Buenos Aires, aunque provisorio, pero siguió al frente de la Intendencia de Buenos Aires hasta su desaparición el 18 de febrero de 1820.

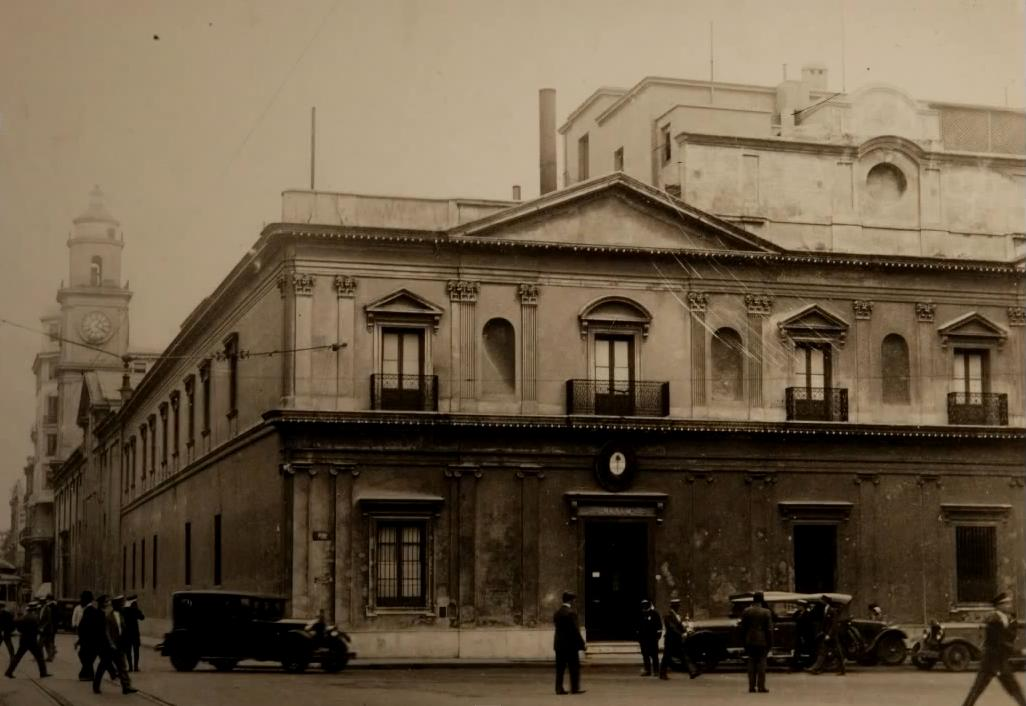
A partir de 1820 la Junta de Representantes de Buenos Aires, con sede en la Manzana de las Luces, reemplazó en sus funciones al Cabildo de Buenos Aires

Luego de que los caudillos federales López y Ramírez exigieran la disolución de las autoridades nacionales y la formación de un gobierno representativo de la soberanía popular, un cabildo abierto se reunió el 16 de febrero de 1820, el cual dispuso la formación de una Junta de Representantes. Esta Junta eligió gobernador de Buenos Aires a Manuel de Sarratea, un político y diplomático que contaba con el apoyo de los vencedores, pero que carecía del de Buenos Aires. Así fue como la Junta de Representantes de Buenos Aires fue creada por el gobernador Manuel de Sarratea en marzo de 1820, poco después de creada la provincia, para reemplazar el Cabildo, que era el que anteriormente se encargaba de esas funciones. Funcionó en la actual "Manzana de las Luces" en el centro de Buenos Aires y estaba formada por notables vecinos de la ciudad de Buenos Aires que debían cumplir ciertos requisitos, como un determinado sueldo y una determinada cantidad de tierras. Esto permitía que solamente los más adinerados vecinos formaran parte de ella. 
En los meses posteriores, Buenos Aires se caracterizó por el caos y la inestabilidad política. La provincia volvió a sufrir una invasión de López, tuvo varios gobernadores en pocos meses y hasta tres en un solo día, el 20 de junio de 1820 (mismo día de la muerte de Belgrano) , en el cual el Cabildo de Buenos Aires asumió la gobernación de la Provincia de Buenos Aires en forma interina reemplazando al gobernador de Buenos Aires Ildefonso Ramos Mexía, hasta el nombramiento de Miguel Estanislao Soler, también en forma provisoria. Este día es
conocido como "El día de los tres Gobernadores". En estos días, careció en absoluto de autoridad.
Finalmente, los porteños dejaron de lado sus diferencias para terminar con la invasión del caudillo santafesino López, nombrando gobernador a Manuel Dorrego. Con apoyo de las milicias de Martín Rodríguez y Juan Manuel de Rosas, este derrotó primeramente a las fuerzas de López, antes de ser a su vez derrotado en territorio santafesino.
En 1819 y en 1821 Joaquín de Achával, quien llegaría a ser el primer Jefe de Policía de la ciudad, fue elegido Regidor.
En 1820 la Junta de Representantes de Buenos Aires reemplazó en sus funciones al Cabildo de Buenos Aires. Finalmente, en 1821 el gobernador de Buenos Aires Martín Rodríguez, dispuso la extinción del Cabildo.
El último Alcalde ordinario de primer voto porteño fue el doctor Mariano Andrade, nombrado el mismo año 1821.